# Jaromír de Prague
Jaromír de Prague (né après 1035 mort le 26 juin 1090) membre de la dynastie des Přemyslides qui fut évêque de Prague de 1068 à 1090 et chancelier du Saint-Empire de 1077 à 1084.

## Origine
Jaromir est le 5e fils du duc Bretislav Ier de Bohême et de Judith de Schweinfurt. Les aînés deviennent successivement les ducs Spytihněv II et Vratislav II de Bohême,  Conrad et Othon obtiennent des fiefs en Moravie  à Znojmo, Brno et Olomouc alors que Jaromir comme cadet est destiné à l'Église.

## Évêque de Prague
Après la mort le 9 décembre 1067 de Šebíř (Severus), Jaromír est appelé par son frère Vratislav II de Bohême à lui succéder le 15 juin 1068 comme  évêque de Prague dont le diocèse recouvrait à la fois la Bohême et la Moravie.
Les relations se détériorent rapidement entre les deux frères car le duc soucieux de limiter le pouvoir de son ambitieux cadet avait obtenu du pape en 1063 outre l'établissement d'un chapitre de chanoines à Vyšehrad dépendant directement du pontife, la création, en faveur de Jean, un moine de Břevnov, d'un second diocèse tchèque à Olomouc dépendant la Métropole de Mayence. Jaromír plein de ressentiment pour la perte de son influence et de fiefs entre dans un long conflit avec son aîné. Dans le même temps il n'hésite pas à attaquer le nouvel évêque d'Olomouc et à s'emparer par la force des armes des reliques qui avaient été apportées de Prague dans le nouveau siège épiscopal. De son côté Vratislav II humilie son frère en portant en sa présence lors des cérémonies officielles des vêtements épiscopaux, un honneur conféré par le pape à leur frère aîné et prédécesseur Spytihněv II pour le prix de 100 marks par an. 
Le Pape Alexandre II envoie finalement  le légat pontifical Rodolphe organiser une diète à Prague afin d'apaiser les conflits liés à la création du nouveau siège épiscopal. Jaromír ne s'y présente pas et il est suspendu temporairement. Le pape Grégoire VII convoque à Rome les deux évêques lors du synode de Pâques 1074, Jaromír confesse les mauvais traitements qu'il a infligés à Jean, mais refuse de lui restituer Podvin. Grégoire VII ordonne à Vratislav II d'y contraindre son frère par la force si nécessaire.
Jaromír est un allié fidèle de l'empereur  Henri IV du Saint-Empire pendant la querelle des investitures il est nommé de 1077 à 1084 chancelier par Henri IV en remplacement de l'archevêque de Mayence et prend alors le nom germanique de Gebhard. En 1085, l'évêque Jean meurt et la Diète d'Empire réunie à Mayence supprime le siège épiscopal de Moravie, réunifiant la province avec Prague sur l'insistance de Jaromír. Les deux évêchés sont réunis avec l'accord pontifical jusqu'en 1091/1092; par la suite l'autonomie ecclésiastique d'Olomouc ne fut jamais remise en cause. 
Lorsque Vratislav II se voit déçu dans ses ambitions d'expansion en  Misnie et de Lusace qu'il convoitait il s'éloigne du parti impérial et élève son  chapelain  Wecel comme évêque d'Olomouc sous le nom d' André Ier. Jaromír se rend à Rome afin de protester auprès du pape Urbain II. Il se prépare à aller combattre  Wecel lorsqu'il meurt à Esztergom en Hongrie.

## Sources
- Francis Dvornik Les Slaves histoire, civilisation de l'Antiquité aux débuts de l'Époque contemporaine Éditions du Seuil (Paris 1970).
- Jörg K.Hoensch Histoire de la Bohême Éditions Payot (Paris 1995)  (ISBN 2228889229).
- Pavel Bělina, Petr Čornej et Jiří Pokorný Histoire des Pays tchèques Points Histoire U 191 Éditions du Seuil (Paris 1995)  (ISBN 2020208105).
- (de) Europäische Stammtafeln Vittorio Klostermann, Gmbh, Francfort-sur-le-Main, 2004  (ISBN 3465032926),  Die Herzoge von Böhmem I und die Fürsten von Mähren (Die Przemysliden)  Volume III Tafel 54.